# Guy Loando Mboyo
Pour les articles homonymes, voir Mboyo.
Guy Loando Mboyo, né le 5 février 1983 à Bokungu, dans la province de la Tshuapa, est un avocat, homme politique congolais et fondateur de la Fondation Widal. Il est élu sénateur de la province de la Tshuapa en république démocratique du Congo depuis 2019 et nommé ministre d’État en charge de l’Aménagement du territoire en avril 2021.

## Biographie

### Jeunesse et formation
Guy Loando Mboyo est né le 5 février 1983 à Bokungu dans la province de la Tshuapa (ancien Grand-Équateur, au Zaïre, actuellement la république démocratique du Congo). Fils cadet d'une famille de huit enfants, quatre garçons et quatre filles, de parents enseignants et proche de prêtres catholiques qui ont joué un rôle important dans son éducation, il était membre du mouvement catholique communément appelé Kizito-Anuarité,.
Encore jeune, sa famille déménage à Mbandaka (dans la province de l’Équateur) où son père, Mboyo Loando Pierre, est muté pour assumer les fonctions de coordinateur provinciales des écoles conventionnées catholiques.
Il décroche son diplôme en section littéraire à l’École d’application de Mbandaka (en sigle EDAP) en 2001 et part à Kinshasa pour continuer ses études universitaires à l'université de Kinshasa (à l'époque université Lovanium) en faculté de droit, option Droit économique et social.
En décembre 2020, Guy Loando Mboyo devient docteur en philosophie et en entrepreneuriat à une université chrétienne basée aux États-Unis du programme Eagle Scholars Universitry.
Le 2 juillet 2022, il est docteur docteur honoris causa de philosophie en option humanitaire du Collège International de Leadership basé en Californie. Il est également primé par l'ICN (I Change Nations) comme messager mondial d'espoir pour le fruit de son engagement pour le changement et le bien-être de la population congolaise à travers la Fondation Widal.

### Parcours professionnel
Diplômé en droit économique et social de l'université de Kinshasa, Guy Loando Mboyo a commencé sa carrière en tant qu'avocat dans les secteurs des mines, du droit des affaires et de l'investissement privé. En qualité d'avocat et conseiller juridique, il gagne d'importants contacts au niveau national et international qui lui ont permis de se familiariser avec le monde des affaires,,,.
Guy Loando est actionnaire principal de son cabinet d’avocat dénommé "GLM & Associates" basé à Kinshasa en république démocratique du Congo, administrateur de sociétés et président de la Fondation Widal,.
Il est propriétaire d’un groupe de sociétés spécialisées dans les domaines de services, immobilier, mines, finance, hôtellerie et restaurant ; est élu aux élections sénatoriales d’avril 2019 en république démocratique du Congo sénateur pour la province de la Tshuapa.
En novembre 2020, il publie son premier livre « Le Congo d'après : Nécessité d'un changement de cap post-Covid-19 » aux éditions L'Harmattan,.
En 2021, il est nommé ministre d’État en charge de l’Aménagement du territoire.
Guy Loando Mboyo devient un membre d'honneur du Centre Polyvalent Mgr Tharcisse Tshibangu depuis le 29 octobre 2022,.
Nouvellement nommé Ministre d'Aménagement du Territoire depuis le 29 mai 2024.

## Fondation Widal
À travers cette structure humanitaire Fondation Widal, créée en septembre 2018 avec son épouse Déborah Linda Loando, il poursuit sa mission d'être entièrement et totalement au service des autres en contribuant à réduire la pauvreté, en tendant la main à des milliers de Congolais qui n’ont besoin que d’un coup de pouce pour s’en sortir dans la vie,,.
Le dimanche 5 mai 2019 dans la commune de Limeté (Kinshasa) lors du lancement officiel de la fondation, Guy Loando explique les objectifs et la mission qui est d'accompagner les plus vulnérables de la société congolaise en les formant à devenir entrepreneurs, en collaboration avec des partenaires locaux, nationaux et internationaux qui permettent d’assurer la formation professionnelle, et d’octroyer des microcrédits aux membres,.

## Vie privée
Il est marié à Déborah Linda Loando (née Bobo Elite Linda) et est père de trois enfants, dont deux filles et un garçon.

## Ouvrages
- Tribune : « L'Après Covid-19 se prépare dès maintenant ! », 24 avril 2020[7].
- Le Congo d'après : Nécessité d'un changement de cap post-Covid-19, éditions L'Harmattan, 18 novembre 2020  (ISBN 978-2-343-21547-1)[13].

## Récompenses et prix

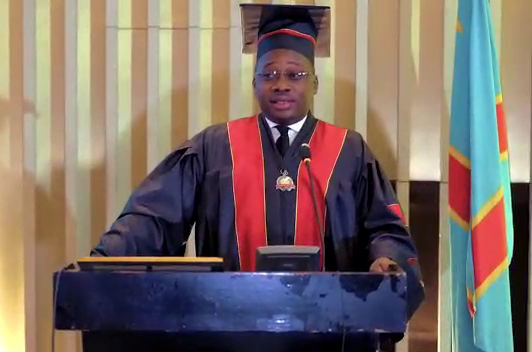
Le ministre d’État en charge de l’Aménagement du territoire, Guy Loando Mboyo, lors de la cérémonie de la remise du doctorat honoris causa le 2 juillet 2022 à Fleuve Congo Hotel de Kinshasa.

- Membre d'honneur par l'Association Travaillant au cœur de l'Afrique (Tracaf) le 21 novembre 2018
- Certificat d'appréciation, décerné par la Banque mondiale en 2019 pour sa contribution au "Doing Business 2019 : Training for Reform”.
- Prix d'Excellence pour l'Initiative et le Développement, décerné par les membres du Jury de l'Observation panafricain pour l'initiative et le développement le 12 mai 2019.
- Diplôme de mérite, décerné par la Ligue Nationale des Anamongos (en sigle LINA) le 6 décembre 2020[27].
- Diplôme de mérite, décerné par le Comité international de la Croix-Rouge en République démocratique du Congo le 7 mai 2021.
- Doctorat honoris causa, décerné le 2 juillet 2022 par le Collège International de Leadership, basé en Californie aux États-Unis[5].
- Messager mondial d'espoir, par d'ICN (I Change Nations) pour son engagement à l'intérêt de la communauté[28].